# University of Virginia
University of Virginia eller blot Virginia, forkortet U.Va. eller UVA, er et offentligt ejet universitet beliggende i Charlottesville i delstaten Virginia, USA. Det er et af landets mest prestigefyldte universiteter og en del af de 8 Public Ivy-universiteter. Universitetet har ca. 20.000 indskrevne studerende. På U.S. News & World Reports rangliste over amerikanske colleges er universitetet p.t. rangeret som nr. 3, kun overgået af University of California, Berkeley og University of California, Los Angeles.
Universitetet blev grundlagt i 1819 af Thomas Jefferson og er det eneste universitet i USA, der er på UNESCOs Verdensarvsliste. Det har spillet en vigtig rolle i det amerikanske undervisningssystem, idet det var først med uddannelser indenfor astronomi, filosofi og arkitektur. Siden 1840'erne har universitetet baseret sig på et såkaldt hædersystem, hvor de studerende lover ikke at lyve, stjæle eller snyde. Det betyder i praksis, at skriftlige eksaminer afholdes uden opsyn.
Blandt de kendte alumner fra University of Virginia er Edgar Allan Poe, Georgia O'Keeffe, Woodrow Wilson, Robert Kennedy og Ted Kennedy.